# ZERO LATENCY
ZERO LATENCYとは、仮想現実のアトラクションを提供するオーストラリアの企業。

## 概要
ヘッドマウントディスプレイを着用してプレイヤーが能動的に動くことが出来る「フリーローム」と、他のプレイヤーと協力プレイが可能な「複数人同時プレイ」が特徴のVRゲームであるZERO LATENCY VRを提供する。この分野では世界屈指の企業の一社で各国で展開する。日本国内では2016年7月にお台場のジョイポリスで開業した。
2012年に設立され、翌年にはZLVRの試作機が完成した。社名には「我々が自分達に課した目標」という意味合いも含まれている。単純にマーカーの位置を画像認識ベースで取得するだけでなく、広大な空間内での同時多人数の位置検出を実現したことが鍵となった。リュック型PCのシステムは、Alienwareと開発を進めた。Unity上で開発された。